# Anthony Kiedis
Anthony Kiedis (Grand Rapids, Míchigan; 1 de noviembre de 1962) es un músico estadounidense, conocido principalmente por ser vocalista, compositor y líder de la banda Red Hot Chili Peppers.

## Biografía
Nació el 1 de noviembre de 1962 en Grand Rapids, Míchigan, hijo de John «Blackie Dammet» Kiedis y Margaret «Peggy» Noble. Tiene dos medias hermanas —Julie y Jenny— y un medio hermano —James—. Sus padres se divorciaron en 1966, cuando él tenía cuatro años.
Vivió con su madre hasta los once años de edad, quien creía que su padre no era un «buen amigo» para él, pero a su vez creía y reconocía cuan importante era para él tener una buena comunicación. Posteriormente se mudó a California junto a Blackie —su padre, actor y presidente de Rockinfreakapotamus—, donde tuvo una vida llena de libertades, excesos y drogas. Kiedis confesó que perdió la virginidad a los 12 años con la novia de su padre, y con el consentimiento del mismo. 
Estudió en Fairfax High School donde conoció a Hillel Slovak, Flea y más tarde a Jack Irons. Contó que antes de ser amigo de Flea tuvieron un enfrentamiento, y dijo sobre ello: «Fuimos unidos por las fuerzas del dolor y el amor, nos hicimos virtualmente inseparables. Ambos éramos parias sociales, nos encontramos uno al otro y esto se convirtió en la amistad más duradera de toda mi vida». En 1976, Anthony fue matriculado en una escuela para niños actores con Diane Hull, y llegó a participar bajo el apodo de Cole Dammett en una serie cómica para la televisión llamada Jokes That My Folks Never Told Me haciendo el papel del alumno problemático y rebelde de la clase, algo que no estaba alejado de su precoz vida real. Tanto fue así que fue llamado para hacer el papel de uno de los hijos del mismo Sylvester Stallone en su película F.I.S.T.. Gracias a los turbios negocios de su padre actor-dealer, pudo conocer los clubes del Sunset Strip a pesar de su edad y presenciar las bandas que formaron la escena Punk Rock de Los Ángeles como The Germs, The Weirdos, Circle Jerks entre otras. Para 1979 estuvo sirviendo de presentador para las actuaciones de la banda de sus amigos de secundaria Anthym. No fue hasta principios de 1983 cuando se juntó con tres amigos y miembros de Anthym y fundó su grupo llamado por aquel entonces Tony Flow & The Miraculously Majestic Masters of Mayhem para servir de acto de apertura a su amigo Gary Allen y su banda The Neighbours Voices, para lo que compusieron su propia música bajo la fuerte inspiración de una banda neoyorquina de funk con energía punk llamada Defunkt. Estos compañeros eran: Michael Balzary —conocido como Flea— en el bajo, quien aún pertenece al grupo, el batería Jack Irons y su excompañero Hillel Slovak —fallecido por una sobredosis de heroína el 25 de junio de 1988—. Ya para su segundo show habían cambiado su nombre al actual. Cursó estudios universitarios en la Universidad de California en Los Ángeles. Mientras estudiaba en Fairfax su profesora de inglés (Mrs. Vernon) le animó a escribir poesía, muchas de las cuales se convertirían después en canciones.
El estilo de cantar de Kiedis fue cambiando drásticamente según pasaban los años. Aprendió a controlar su voz cada vez más en cada álbum. Después de oír y ver a Grandmaster Flash & The Furious Five,empezó siendo el vocalista de la banda rapeando, estilo que lo podía hacer a velocidades extremas manteniendo aun así un ritmo consistente. A partir de Mother's Milk —cuarto disco de la banda lanzado en 1989—, Anthony escribió canciones para la banda con más melodía que la que venía haciendo de ritmos básicos y con un estilo funk y hip hop. En Blood Sugar Sex Magik —quinto disco lanzado en 1991— todavía se escucha a Anthony rapear, pero comienza cantando sus primeras baladas más melódicas en canciones como Under the Bridge, Breaking the Girl y I Could Have Lied. Conforme a los años, Kiedis prefirió sin duda el canto al rapeo. Muchos críticos están de acuerdo en opinar que su voz ha mejorado mucho y que quizás su máxima expresión la haya tomado en el álbum Stadium Arcadium —noveno disco, lanzado en 2006—.
Además trabajó como actor de reparto en la película Point Break la versión original del año 1991. Así como en la película de 1994 The Chase, protagonizada por Charlie Sheen.

### Vida personal
Ha compartido su vida con muchas mujeres y la mayoría de ellas han sido famosas, hasta ha estado por un breve tiempo con la hermana de Flea, hecho que este ignoraba y que descubrió tras leer la autobiografía de Kiedis «Scar Tissue». A finales de los ochenta salió con la actriz Ione Skye —en su autobiografía hay una foto desnuda de la pareja—. Salió también con mujeres como la cantante punk y funk alemana Nina Hagen, Sofia Coppola, Jaime Rishar, Johanna Logan, Heidi Klum o Jessica Stam. Se le vinculó sentimentalmente con Demi Moore.
El 2 de octubre del 2007 tuvo su primer hijo con la modelo de 21 años Heather Christie, al cual bautizó con el nombre de Everly Bear Kiedis Cristie en honor a una de sus bandas favoritas, The Everly Brothers. En 2008 se separó de la modelo debido a una pelea. Ella dio una entrevista a la revista People que decía: «Anthony es un gran padre y lo voy a amar para toda la vida por haberme dado el regalo más preciado que tengo, espero que encuentre lo que esté buscando».
En los últimos años, entre la producción y el lanzamiento del nuevo disco de la banda I'm With You, ha sido relacionado sentimentalmente con la cantante británica de pop-folk Beth Jeans Houghton después de que fueran visto juntos en salidas por las calles de Los Ángeles. Además la cantante seguía a la banda en los primeros shows de la gira del nuevo álbum. En una entrevista del cantante en la revista Mojo (noviembre-diciembre de 2011) admite que tuvo una «atracción» hacia la cantante:

I have a huge crush on Beth Jeans Houghton. I think she’s a genius. How did I find out about her? I’ve got my ear to the street.
Tengo una atracción en Beth Jeans Houghton. Pienso que ella es una genia. ¿Cómo puedo encontrar información sobre ella? Tengo mi oído en las calles.
Anthony Kiedis

Aunque en entrevistas hechas a Houghton, ella negó todo tipo de relación amorosa. En el 2012; meses después, fuentes cercanas de los cantantes aseguraron que ya no estaban juntos.
En el último año nombrado, había rumores de que Kiedis estaba saliendo con una desconocida chica polaca llamada Klaudyna Astramowicz a quien conoció en un café un día antes de un show que tenía la banda en Varsovia, Polonia. En los siguientes meses la chica sería vista numerosas veces con Kiedis en los alrededores de los hoteles donde se hospedaba la banda mientras hacia sus giras. En la cuenta de Twitter de la desconocida chica, pasado septiembre-octubre comentó que estaba de visita en Malibú, California —ciudad actual de residencia de Anthony— «para ver a unos amigos». Pero al poco rato en Internet circulaban fotos de Kiedis y Astramowicz en pequeñas reuniones familiares con la familia de Anthony Kiedis. En los últimos meses del 2012 la pareja ya no siguió saliendo.
En enero del 2013, Red Hot Chili Peppers encabezaba el line-up del festival australiano Big Day Out. Ahí Kiedis fue visto con la conocida modelo australiana Lara Bingle. Dicha modelo subió en su cuenta personal de Twitter fotos con el cantante con «demasiada cercanía». Además, el mismo mes se hizo público el fin de su relación de más de un año con el diseñador de vestuario Gareth Moody, y con eso los rumores de una relación amorosa con Kiedis crecieron. Pero el 14 de febrero en el Día de San Valentín, la prensa amarilla saco fotos de Anthony Kiedis en un partido de baloncesto de Los Angeles Lakers con la también modelo Helena Vestergaard entre el público vistos con bastante cercanía, pero corrieron rumores de que la modelo habría vuelto con su expareja este último tiempo.
El 23 de octubre de 2018, se vio envuelto en una trifulca mientras asistía a un partido de la NBA entre Houston Rockets y Los Angeles Lakers. Como aficionado de primera fila, se introdujo en la cancha en el momento de un altercado entre los jugadores, lo que le costó la expulsión del encuentro.

## Discografía
- The Red Hot Chili Peppers (1984)
- Freaky Styley (1985)
- The Uplift Mofo Party Plan (1987)
- Mother's Milk (1989)
- Blood Sugar Sex Magik (1991)
- One Hot Minute (1995)
- Californication (1999)
- By the Way (2002)
- Stadium Arcadium (2006)
- I'm with You (2011)
- The Getaway (2016)
- Unlimited Love (2022)
- Return of the Dream Canteen (2022)

### Citas
1. ↑  Kiedis y Sloman, 2005, pp. 47-48.
2. ↑  Kiedis y Sloman, 2005, pp. 66-68.
3. ↑  Kiedis y Sloman, 2005, pp. 73, 86.
4. ↑  Page, Scarlet (Julio de 2004). «Red Hot Chili Peppers: The LA Punks Who Defied Death, Grunge And A Burning Crack Den». Mojo (en inglés estadounidense) (128). Consultado el 24 de agosto de 2017.
5. ↑  Kiedis y Sloman, 2005, p. 85.
6. ↑  Mojo (Noviembre de 2011). «Anthony Kiedis». Mojo (en inglés estadounidense) (217): 28. Consultado el 23 de agosto de 2017.
7. ↑  «A Piece of Aphrodite». Anthony Kiedis.net (en inglés estadounidense). 17 de febrero de 2015. Consultado el 24 de agosto de 2017.
8. ↑  «Anthony Kiedis and Lara Bingle». Anthony Kiedis.net (en inglés estadounidense). 29 de enero de 2013. Archivado desde el original el 24 de agosto de 2017. Consultado el 24 de agosto de 2017.
9. ↑  Anthony Kiedis fue expulsado de un partido de la NBA adnradio.cl
10. ↑  Anthony Kiedis, de RHCP, es expulsado de partido de la NBA excelsior.com